# اس‌ام‌اس اژیر
اس‌ام‌اس اژیر (به انگلیسی: SMS Ägir) یک کشتی دفاع ساحلی بود. این کشتی در سال ۱۸۹۵ ساخته شد.